# スティーブン・ムニューシン
- スティーブン・ムニューシン
- スティーブン・ムニューチン[6][7][8]

スティーブン・ターナー・"スティーブ"・ムニューシン（英語：Steven Terner "Steve" Mnuchin,[məˈnuːtʃɪn] ( 音声ファイル)、1962年12月21日 - ）は、アメリカ合衆国の投資家、映画製作者。
ゴールドマン・サックスの共同経営者を17年間務め、推計4000万ドルもの純資産を稼いだ 。
2016年アメリカ合衆国大統領選挙に出馬したドナルド・トランプ陣営の財務責任者を務め、トランプ政権で第77代アメリカ合衆国財務長官となった。

## 経歴

### 生い立ち
1962年12月21日にニューヨーク州ニューヨークで、ユダヤ人の家庭に誕生した。父はコネチカット州ワシントン出身のロバート・E・ムニューシンで、母はニューヨーク出身のエレイン・ターナー・クーパー。父のロバートは銀行家であり、ゴールドマン・サックスの経営委員会の役員で株式売買の責任者という大幹部であった。またマンハッタンの一等地にムニューシン・ギャラリーという画廊まで所有していた。スティーブンはイェール大学を卒業した。在学中彼はメディアから「構内でポルシェを乗り回す富豪の息子」と評されていた。また大学新聞であるイェール・デイリー・ニュースの発行者でもあった。

### 金融業
父親が30年間勤務したゴールドマン・サックスに就職し、17年間で推計4000万ドルもの純資産を稼ぎ出した。1994年には同社の共同経営者となった。
2002年にゴールドマンを退社し、シアーズの社長でイェール大学時代のルームメイトであったエドワード・ランパートの下で一時的に働いた。
2004年にハンプトンズに所有する自宅近くの名所に因んで名付けたデューン・キャピタル・マネジメントというヘッジファンドを設立した。この会社は少なくとも2つのドナルド・トランプの事業に投資しており、そのうち一つの案件では和解に至る前にトランプにより提訴されている。その後、ジョージ・ソロスやヘッジファンドマネージャーのジョン・ポールソンらと業務提携し、2009年には2007年世界金融危機で破綻した住宅金融機関インディマック銀行を連邦預金保険公社から16億ドルで買収した。銀行はムニューシンを代表に据え、ワンウェスト銀行と改名し、破産状態から脱した。ニューヨーク・タイムズによると、ワンウェストは不審な担保権執行に関して相次ぐ訴訟に見舞われ、複数の案件で数百万ドルもの大金をかけて和解したという。そして2015年ワンウェストは34億円でCITグループに売却された。
CITグループによるワンウェスト買収に反対して、カリフォルニア再投資連合（CRC）はワンウェストの子会社でリバースモーゲージを扱うファイナンシャル・フリーダム社を調査するようにアメリカ合衆国住宅都市開発省に情報公開を要請した。HUDの答申によると2009年4月から2016年4月にかけてファイナンシャル・フリーダムは政府により保証されたリバースモーゲージを16,220件も差し押さえている事が判明した。この件数はファイナンシャル・フリーダムの営業規模に相応する数値の2倍にも上っており、CRCから批難された。CITグループは2015年の下半期にHUDの監察総監室から召喚状を送付されたと投資家たちに明らかにした。2016年11月には、2つの非営利組織がワンウェストバンクを特定警戒指定すべきだとHUDに申し立てている。
ブルームバーグは、2016年8月時点でムニューシンが9700万ドルものCIT株を保有していると推定している。

### 映画製作事業
2004年にラットパック=デューン・エンターテインメントを設立し、 X-MENシリーズや『アバター』を含む著名な映画をいくつも製作した。
ハリウッドで映画監督ブレット・ラトナー、投資家ジェイムズ・パッカーらとともにラットパック=デューン・エンターテインメントで働き、『アメリカン・スナイパー』と『マッドマックス 怒りのデス・ロード』を製作した。ムニューシンはレラティヴィティ・メディアの共同社長も務めたが、同社が倒産する前に退社した。同社に近い情報筋は、レラティヴィティとワンウェスト、両者におけるムニューシンの職務が利益相反に当たる可能性があったため辞職したと語っている。

### トランプ陣営での選挙活動
2016年4月下旬に2016年アメリカ合衆国大統領選挙におけるトランプ陣営の財務責任者に指名された。ムニューシンは同候補の支持を早くから表明しており、4月19の日ニューヨーク州のアメリカ共和党予備選挙でトランプが勝利した後の祝勝会に参加していたのであった。翌日に彼はトランプの要請を受諾した。アメリカ共和党全国委員会の財務責任者で、古くからの知り合いであるルイス・アイゼンバーグとともに、アメリカ共和党とトランプの選挙活動への資金調達活動を指導。晩夏までの目標額は5億ドルであった。

### 2016年アメリカ合衆国大統領選挙
2016年11月8日の2016年アメリカ合衆国大統領選挙ではドナルド・トランプ陣営の財務責任者を務めた。

### アメリカ合衆国財務長官
2016年11月30日にドナルド・トランプ次期大統領はムニューシンをアメリカ合衆国財務長官に指名した。2017年2月1日にアメリカ上院財政委員会はトランプ政権のムニューシン財務長官候補を賛成14・反対0で承認した。ビル・クリントン政権でのロバート・ルービンとジョージ・W・ブッシュ政権でのヘンリー・ポールソンに次ぐ史上3番目のゴールドマン出身のアメリカ合衆国財務長官となった。2017年2月13日にアメリカ上院本会議は賛成53・反対47でムニューシンの第77代アメリカ合衆国財務長官就任を承認した。ムニューシンはトランプ政権のマニフェストである法人税と個人所得税の大幅減税の調整と規制緩和に着手するとみられている。
アメリカ合衆国財務長官となったムニューシンはアメリカ合衆国議会指導者に対し、できるだけ早くアメリカ政府の債務上限を引き上げるよう求め、実現しなければ債務限度の停止期限が切れる3月15日以降異常な措置を始める可能性が高いとする手紙を出した。
2017年3月18日開催の主要20か国財務大臣・中央銀行総裁会議において、ムニューシン財務長官は「我々は自由貿易を信じているが、均衡の取れたものであるべきだ」とし、共同声明から「あらゆる形態の保護主義に対抗する」との文言を削除するよう要求したと報道された。
2017年9月21日に北朝鮮と取引する外国の金融機関などの企業や個人をアメリカ経済から排除する権限をアメリカ合衆国財務省に与える大統領令が発動されたことを受けて中国人民銀行幹部と建設的な協議を行ったとして「中国だけで無く、全ての企業・個人が対象である。アメリカと北朝鮮のどちらとビジネスするか選択できるが、両方とは無理だ」と表明した。
2018年4月25日に日米貿易交渉に関する閣僚会合と並行し、ムニューシンと麻生太郎財務大臣との会談も行われた。アメリカ側からは貿易協定交渉に米国・メキシコ・カナダ協定や米韓自由貿易協定と同様の為替条項導入の議論を盛り込むよう求めたが、日本側は貿易政策と為替政策をリンクする議論には賛同しかねると反対して平行線を辿った。

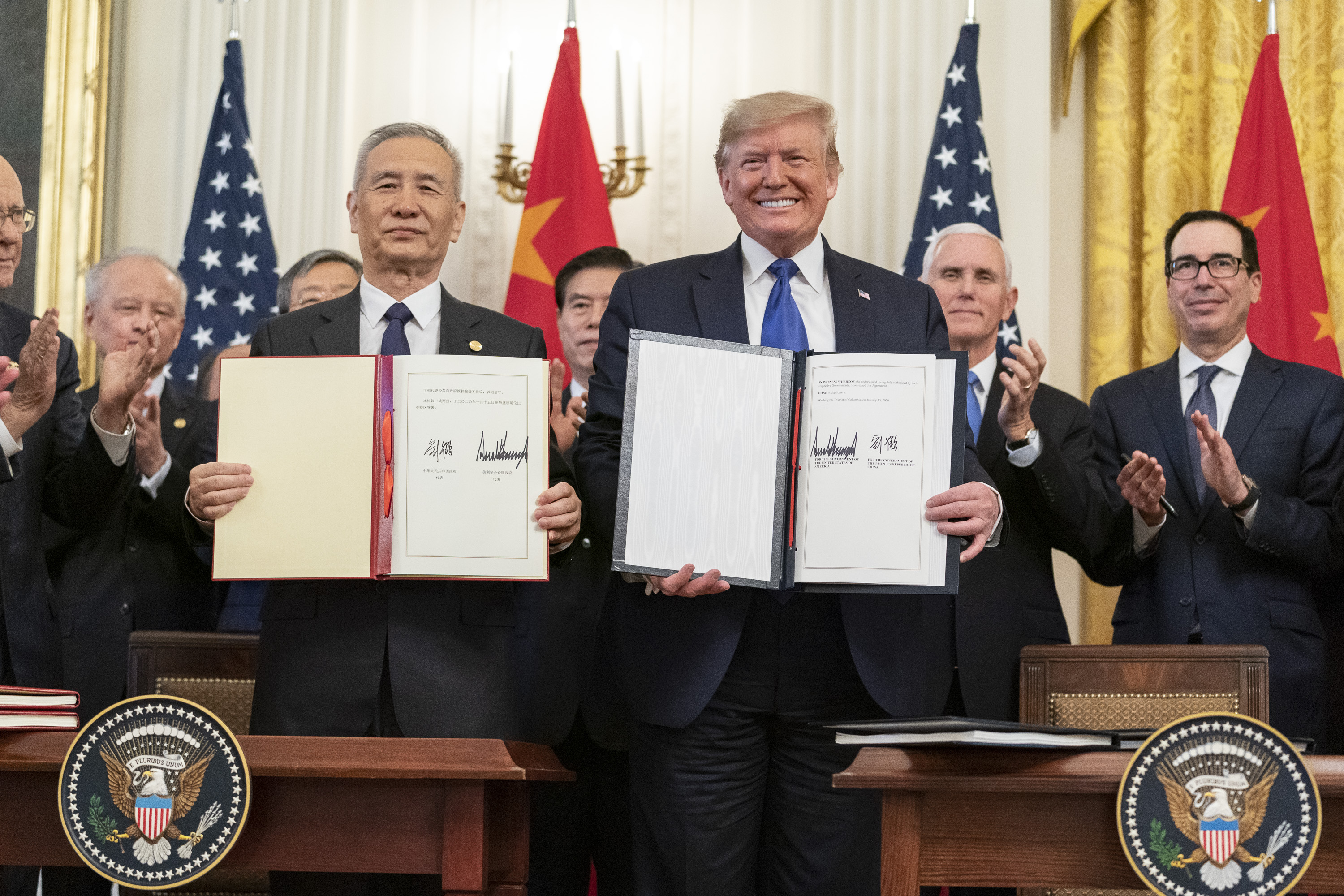
米中経済貿易協定署名式に出席したムニューシン（右端）

2018年5月3日にアメリカ合衆国商務長官のウィルバー・ロス、アメリカ合衆国通商代表部のロバート・ライトハイザー代表、アメリカ合衆国国家経済会議のラリー・クドロー委員長、通商製造業政策局のピーター・ナヴァロ局長らとともに北京を訪問して中国の劉鶴国務院副総理らと通商協議を行い、17日からワシントンDCで行われた劉副首相との第2回の通商協議での対中貿易赤字削減の米中合意により対中関税を保留すると表明するも、以後追加関税の報復合戦を繰り返した米中貿易戦争の閣僚級キーパーソンとなった。
2018年5月14日にエルサレムでの在イスラエルアメリカ大使館開設式にクシュナー・イヴァンカ夫妻らとともに出席した。
2018年6月1日開催の主要7カ国財務相・中央銀行総裁会議において、アメリカを除く6カ国から世界各国への鉄鋼・アルミニウムの関税賦課を非難された際にムニューシン財務長官は「アメリカは公正で均衡ある貿易を求めている」と反論して全会一致の共同声明はまとまらず、議長声明でアメリカは名指しで非難されることとなった。
2019年5月22日、2020年に計画されていたアフリカ系アメリカ人女性で地下鉄道の英雄ハリエット・タブマンの20ドル紙幣化計画は「延期」され、少なくとも2028年までに刷新する予定はないことを明らかにした。タブマン20ドル札計画はオバマ政権時代に投票結果を受け決定したものだが、トランプ大統領は就任以前から、この計画は「純粋にポリティカル・コレクトネス」の問題として異議を唱えていた。その後、タブマンの紙幣計画そのものが財務省のウエブ上から消滅した。
2020年12月23日、トランプ大統領はイスラエルとアラブ諸国4カ国の国交正常化の仲介に貢献したとしてジャレッド・クシュナー大統領上級顧問、ロバート・オブライエン国家安全保障問題担当大統領補佐官、マイク・ポンペオ国務長官らとともにムニューシン財務長官に国家安全保障勲章を授与した。

### その後
財務長官退任後は第1次トランプ政権で築いたアラブ諸国との人脈も活かして投資家として復帰しており、米地銀のニューヨーク・コミュニティー・バンコープの経営再建や中国系動画アプリTikTokの買収提案などで注目を浴びた。

## 私生活
1999年にムニューシンは2番目の妻であるヘザー・デフォレスト・クロスビーと結婚し、3人の子を儲けたものの、2014年に離婚した。その後女優のルイーズ・リントンとカリフォルニア州ベル・エアに所有する2650万ドルもの豪邸での同居生活を経て、2017年6月に結婚した。

## ムニューシンという姓について
姓であるMnuchinはmə-NOO-chinと発音する。しかし元同僚の証言としてMen-oo-chin（メヌーチン）という発音が指摘されているサイトもある。日本のマスメディアでは原語である英語の発音を全く無視して「ムニューチン」、「ムニューシン」といったカタカナ表記が普及してしまっている。
スティーブン・ムニューシンの曽祖父であるアーロン・ムニューシンは、ベルギーでダイヤモンド販売業を営むユダヤ系ロシア人であった。彼は1916年にアメリカに渡り、その家族も彼を追って1917年にアメリカへ移民した。
ムニューシン(Mnuchin)という英語話者からすると奇妙な綴りを持った珍名はユダヤ系ロシア人には珍しくない姓である。ロシア語ではМнухинと表記され、ムヌーヒンと発音されるが、英語話者には同様の発音が大変難しく、アーロン・ムニューシンの家系ではMnuchinと表記して、mとnの間に曖昧母音を補い、さらにchを無声軟口蓋摩擦音ではなく無声後部歯茎破擦音で発音する事で自身の姓を英語化した。一方で同じМнухинの姓を持った一族にはMenuhin（メヌーヒン、メニューイン）という英表記を採用する家系も存在し、著名な人物としては、ユーディ・メニューインが挙げられる。
Мнухинという姓の究極的な由来はヘブライ語で「慰める者」という意味を持つמְנַחֵם(メナヘム）という名から作られた父姓であるという説をディアスポラ博物館は提唱している。